# Méthode paranoïaque-critique
La méthode paranoïaque-critique, ou paranoïa-critique, est un procédé de création inventé pour tous les arts par Salvador Dalí. Il fait partie des techniques surréalistes. Dalí le définit comme « une méthode spontanée de connaissance irrationnelle, basée sur l’objectivation critique et systématique des associations et interprétations délirantes ».
Dalí expose sa méthode dans plusieurs écrits en un effort de rationalisation du processus de création qui l'anime et dont il repère les étapes à travers son autobiographie. Il mobilise pour ce faire ce qu'il a retenu, principalement à travers son ami Lacan, de la leçon de Clérambault sur la paranoïa, conçue comme une structure associant des idées, l'automatisme mental, et de la clinique de Dromard (1874-1918) concernant la création artistique. Dromard analyse le processus de création comme une interprétation critique d'images obsédantes qui surgissent à la conscience quand celle-ci passe à un état crépusculaire, le mentisme. Dalí le décrit comme un dépassement du mentisme, une projection littérale de l'obsession, voire du délire interprétatif de l'artiste.

## Exposé par Dalí

### Paranoïa et critique
Cette méthode d'herméneutique hystérique repose sur une « faculté » que seuls certains ont, celle d'être habité d'« associations et interprétations délirantes ». C'est la partie « paranoïa » de la méthode. Que ce soit dans le cadre d'un authentique délire ou dans celui d'un fantasme ordinaire, les idées extravagantes à l'origine de l'œuvre s'organisent en une structure. C'est cette structure, propre à ce qui fait le thème d'une obsession, « objective », et non la pensée subjective de l'artiste, qui génère systématiquement et enchaîne les images à partir d'une puis plusieurs idées obsédantes.
Cependant ces images d'idées obsédantes vont « s'objectiver a priori par l'intervention critique », c'est-à-dire grâce à la réflexion distante, l'œil de l'artiste. C'est la partie « critique » de la méthode. Le rôle de l'artiste est d'être réceptif à ces « associations » d'images et de comprendre le système qui les associe, « interpréter » leur signification, pour les organiser en une œuvre.
L'artiste est moins inventeur que révélateur mais un révélateur créatif, riche du défilement des images qui l'habitent et qu'il lui appartient d'interpréter en une vision signifiante.

### L'exemple de Narcisse
La Métamorphose de Narcisse « premier tableau obtenu entièrement (...) de la méthode paranoïa critique », en 1937, est exemplaire de l'art poétique daliesque. Le peintre part d'une idée obsédante, celle de l'image qu'a l'artiste de lui-même. Cette idée obsédante, c'est, pour lui, l'idée que l'artiste a quelque chose dans la tête, un « oignon dans la tête » au sens catalan d'obsession, qui aboutit à la production d'une œuvre représentant ce que lui seul voit ou comprend quand il contemple sa propre image, le fruit d'un oignon de fleur. Narcisse voit littéralement ce qu'il représente, un narcisse, de même que le tableau montre littéralement le processus en abyme de sa création.
Cette métonymie, précisément cette syllepse, se réalise par la métamorphose finale du personnage, à gauche du tableau, en fleur, représentée à droite. Elle se déploie à partir de l'idée obsédante en une structure d'idées associées par analogies et dédoublements. Celles ci sont peintes dans le fond du tableau en une série qui passe de la contemplation de la Création par le Créateur à la vision de soi dans l'autre. Nulle signification symbolique, nulle allégorie dans ces images, seulement une répétition dans différents registres de la même obsession. La composition même du tableau, une série d'images, est la transcription littérale de l'association des idées comme autant de facettes de l'idée initiale.

### Le modèle photographique
Dalí, artiste très tôt sensibilisé aux apports des différentes techniques photographiques et cinématographiques, compare le génie créateur à un appareil photographique et sa création à un développement en trois étapes :
- la prise de vue,
- le passage au révélateur,
- la fixation en une œuvre.

### Le parachèvement du surréalisme
Cette méthode, aux possibilités illimitées, applicable dans toutes sortes de domaines de l'art, est proche du surréalisme tel qu'André Breton le définit, « automatisme psychique [...] en l'absence de tout contrôle exercé par la raison [...] ».
Elle se veut toutefois un dépassement du procédé passif de l'écriture automatique, qui n'est que du mentisme, une simulation du petit automatisme mental à partir d'hallucinations hypnagogiques. Elle se veut plus encore un dépassement de la technique de décomposition et recomposition d'images, technique également inventée par les surréalistes et que Dalí a lui-même pratiquée, mais qui n'est à ses yeux que de l'escapisme, une invitation aux fantasmes.
À une divagation d'idées en idées que propose le surréalisme à partir d'un fantasme ou de quelque chose qui révèle ce fantasme, la paranoïa critique ajoute une interprétation, un système interprétatif expliquant le déplacement de sens d'une idée obsédante à l'autre en « un ensemble cohérent de rapports systématiques et significatifs ».

## Historique

### La folie comme référence artistique (1918-1927)
En 1922, la parution d'un traité de Hans Prinzhorn donne à la question du rôle de la folie de l'artiste dans sa production artistique un regain d'intérêt auprès des surréalistes. Le chef de file de ceux-ci, André Breton, a été infirmier psychiatrique durant la Grande Guerre, laquelle a bouleversé la psychiatrie, en France par les cas énigmatiques des léthargiques, en Autriche-Hongrie par les cas des névroses traumatiques, ceux de ces soldats rentrés du front sans blessures mais incapables de reprendre une vie normale.
La question de la folie dans l'art est ancienne et remonte à la théorie aristotélicienne du génie créateur et de la mélancolie. Elle a traversé le XIXe siècle durant lequel l'analyse des rêves et de tout ce qui échappe à la raison, initiée par l'étude scientifique des psychotropes, poursuivie par celles de l'hypnose et de l'hystérie, est devenue une mode soutenue dès la fin des années 1860 par un mouvement symboliste engendré vingt ans plus tôt dans le club des Hashischins. Exaspérée par Lautréamont, l'éternelle question a été théorisée par Nietzsche, qui voit la création sortir d'une structure dionysiaque antagoniste de la Raison. Elle trouve son actualité durant les Années folles dans la diffusion de la théorie freudienne, plus particulièrement L'Interprétation des rêves, confidentiellement introduite une première fois en 1910 par Franz Hessel dans le cercle symboliste Vers et prose qu'animent à La Closerie des Lilas Jean Moréas, André Salmon, Paul Fort et Pierre Roché, et popularisée par Angelo Hesnard à partir de 1914.
Dalí, nouvel inscrit de l'Académie royale, découvre Freud avec passion à l'âge de dix huit ans, en 1922, auprès de ses camarades de la Résidence des Étudiants de Madrid, Lorca et Buñuel, la future Génération 27. Par la suite il s'intéressera lui aussi à ce que dit Prinzhorn de la capacité du schizophrène, lequel n'a cependant pas de délire construit, à interpréter des formes indéterminées et à deviner un sens caché aux images. Cependant, le peintre impétrant reçoit, comme Marie Laurencin ou Pablo Picasso, une formation académique et, quoique que cultivant un dandysme extravagant, il commence sa carrière dans une forme de néoclassicisme, le noucentisme, dont il ne se déferra qu'en 1927 en peignant Le miel est plus doux que le sang.

### Le peintre du morcellement (1928-1929)
Salvador Dalí est introduit en 1928 dans le mouvement surréaliste par Joan Miró et Luis Buñuel, lequel filme dans Un Chien andalou son univers onirique. Cet univers, tel que le montre le scénario qu'il a rédigé cette même année 1928, est déjà hanté par une angoisse de morcellement récurrente que le jeune peintre a nourri de son intérêt précoce pour la Nouvelle Vision et la Nouvelle Objectivité et qu'il analysera comme un thème fondamental de son œuvre remontant aux souvenirs d'enfance. Chez les surréalistes, Dalí trouve la théorisation d'une technique d'exploration des fantasmes, notamment sur la femme, par le morcellement et le recollage des images et des idées qu'elles représentent, technique de juxtaposition des signifiants illustrée en particulier par Max Ernst et Man Ray et mise en œuvre par Luis Buñuel, à partir d'un second scénario de Dalí, dans L'Âge d'or.
Dalí rencontre alors concrètement la paranoïa au cours de vacances à Cadaqués en l'espèce d'une érotomane du théoricien du noucentisme Eugenio d'Ors, laquelle harcèle ce dernier de courriers. Lydia, veuve d'un pêcheur du village de son enfance, confie à Dalí ses interprétations délirantes par lesquelles elle nourrit son illusion d'être aimée du critique, notamment des messages secrètement destinés à elle seule, dont elle est la seule à comprendre le sens. Le cas le fascine et le renvoie à sa propre histoire, celle d'un enfant puis d'un artiste interprétant non ses rêves d'une nuit mais le monde tel que lui le voit, c'est-à-dire comme personne.
En 1929, le critique d'art Sebastià Gasch, lecteur d'un manuel de psychiatrie, présente les œuvres de Dalí comme le produit d'un processus décrit en 1908 par les aliénistes Gabriel Dromard et André Antheaume, qu'il cite, sous le nom de « rêverie ». Repérée en particulier chez Arthur Rimbaud, c'est une déconnexion de la conscience, qui libère l'inconscient du raisonnement logique et déclenche des associations d'idées, telles les synesthésies baudelairiennes. Ce que recouvre cette notion de rêverie créatrice, c'est un enchaînement qui impose sa logique propre à une conscience détournée mais pas abolie, et se déroule de façon automatique et constante, c'est-à-dire d'une façon toute différente de l'association libre que décrit en 1898 Sigmund Freud, dont les deux neurologues ignorent les travaux, mais qui correspond en revanche à ce que Gaëtan Gatian de Clérambault, psychiatre de l'Infirmerie Spéciale, nomme en 1905 à propos des grands délirants paranoïaques « automatisme mental »,. La rêverie décrite par Dromard, élève de Ribot inspiré par l'automatisme psychologique de Janet, n'est pas qu'une désinhibition de la conscience mais aussi une activité consciente d'interprétation, comparable au délire, qui porte sur les obsessions.

### Déclenchement et invention d'une méthode outrancière (printemps 1930)

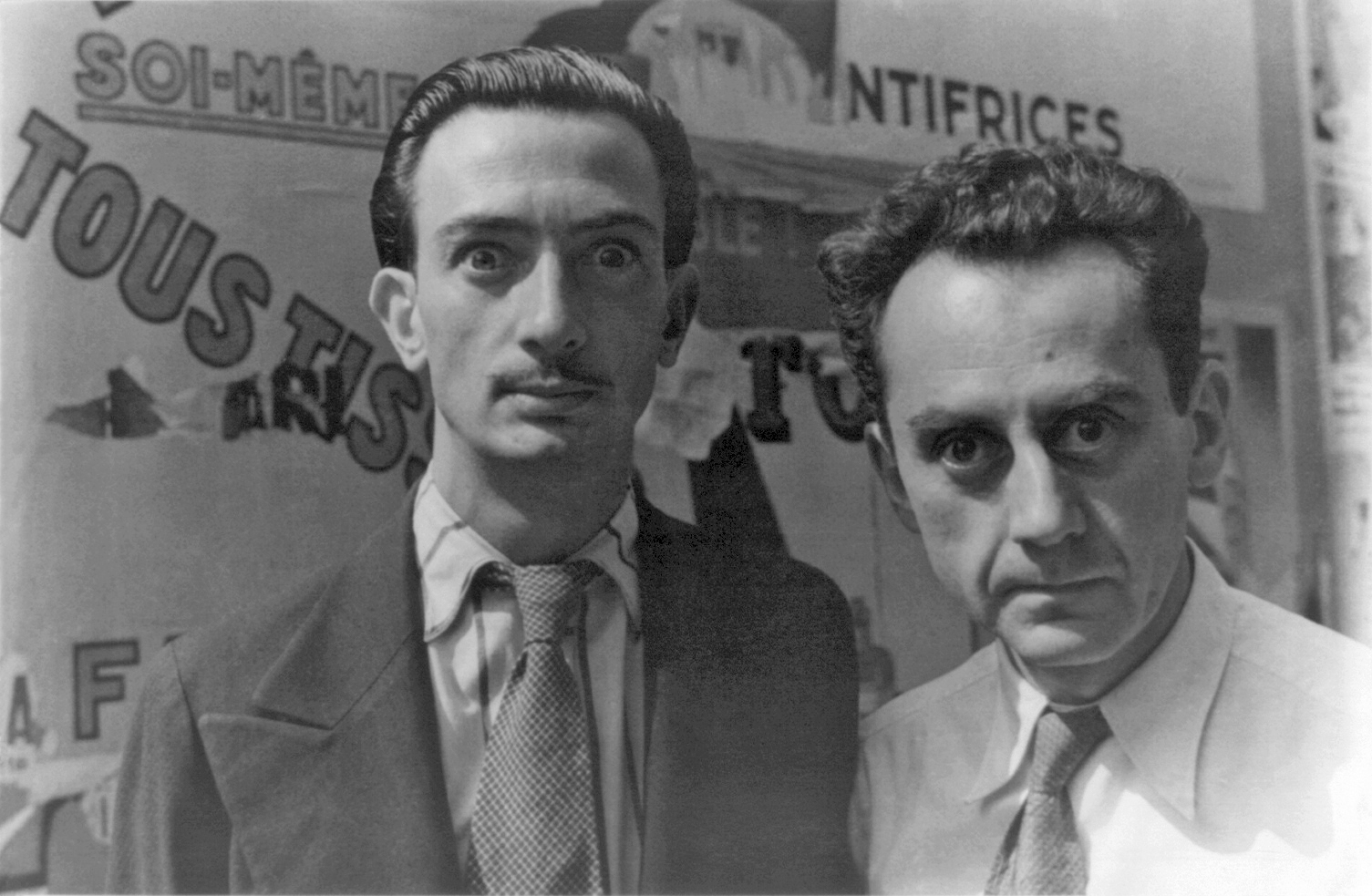
Le regard photographique de Man Ray et le regard halluciné de Dalí saisis quelques années plus tard, en 1934, par Carl van Vechten.

Dalí pose les bases de sa méthode deux ans après son installation à Paris, et quelques mois après que Gala, rencontrée en 1928, a quitté son mari Paul Éluard pour se consacrer au jeune prodige. Il le fait dans deux écrits manifestes, Posicío moral del surrealismo, paru en mars 1930 dans une revue catalane, et L'Âne pourri,, paru trois mois plus tard dans une revue surréaliste et engagée qu'animent André Breton et Louis Aragon. Ce dernier article est une étude critique d'un tableau homonyme de 1928 auquel Buñuel fait allusion, par l'image d'un baudet mort envahi par les mouches, dans un Un Chien andalou.
Il s'agit pour l'artiste d'analyser, de critiquer le « mécanisme » de sa propre paranoïa comme un générateur d'images subconscientes et d'utiliser les images obsédantes et les hallucinations qu'elle engendre dans un but créatif. Par là, Dalí dépasse la technique documentaire qu'il pensait avoir adoptée à partir de 1928 en peignant son tableau, celle que Jean Epstein a théorisée et qu'un Man Ray par exemple a mise en œuvre, qui consiste par un regard subversif et des techniques empruntées aux sciences à morceler les corps et recomposer les images. Plutôt que de jouer au travestissement du monde, il entend désormais révéler, donner un sens à ce qu'il ressent comme étant la réalité occulte du monde, la vision morcelée qu'en a le psychotique, celle d'un âne pourri par exemple ou, comme Baudelaire, celle d'une charogne.

### La rationalisation de la méthode (1930-1935)
À la suite de cette publication de L'Âne pourri dans Surréalisme asdlr, Dalí reçoit la visite de Jacques Lacan. Lecteur de la revue et interne en médecine légale, celui-ci a passé son année d'étude 1928-1929 auprès de Clérambault, expert des fous dangereux près la Préfecture et inventeur de l'érotomanie. Fasciné, Lacan vient écouter patiemment dans la chambre du peintre la logorrhée dalíesque. Dalí approfondit son exposé l'année suivante dans un texte qui emprunte son titre, Rêverie, à Dromard, sans jamais le citer, ne l'ayant peut être jamais lu, ses connaissances étant probablement indirectes. Il emprunte également à Dromard la notion et le terme de critique, activité que le neurologue décrit comme conjointe à la rêverie créatrice, et invente l'expression double de « paranoïa critique » dans un texte de la même année reprenant le même thème, La Chèvre sanitaire.

En 1934, Dalí scandalise par son interprétation de L'Angélus de Millet, dont il a produit l'année précédente une version en suivant sa méthode de paranoïa critique, L'Angélus architectonique de Millet.

Dalí se sert dès lors de Lacan comme caution scientifique et le cite dans ses écrits. Il retravaille le concept quatre ans plus tard dans Derniers modes d’excitation intellectuelle pour l’été 1934 et en 1935, dans La Conquête de l'irrationnel, l'exposé est achevé. Cet achèvement correspond à la rupture du peintre avec André Breton, les méthodes artistiques de celui-ci, qu'il juge mièvres, et Paris.
Entretemps, Dalí aura présenté de façon provocatrice sa méthode en expliquant L'Angélus de Millet, tableau pieux d'une morale de travail et de pauvreté, comme une œuvre où le peintre a inconsciemment peint l'échec du triangle œdipien. Le personnage du paysan est interprété comme celui d'un père dévirilisé par la honte, celui de la paysanne, comme l'image d'une mère violée, intérieurement déchirée, et déchiquetant la terre. La représentation du champ est vue comme celle d'un cadavre d'enfant dévoré par ses parents cannibales. La paranoïa critique se veut subversive en révélant les motifs cachés et obscènes d'une morale mêlant religion, interdits sexuels et exploitation des hommes. C'est cette révélation que Dalí explique avoir peinte en 1933 dans L'Angélus architectonique de Millet.

### La vie de l'artiste comme œuvre d'art (1936-1944)
Dalí détaille les applications de sa méthode à travers sa propre vie dans La Vie secrète de Salvador Dalí, autobiographie achevée à New York en juillet 1941, traduite et publiée en anglais en 1942, dont le premier chapitre fera la matière d'un développement vingt ans plus tard. Il y revendique sa paranoïa comme le ressort de son génie, dont il ne jouïra pourtant pas tout à fait comme un authentique mégalomane, puisque, par ailleurs bon fils plein de respect et de délicatesse pour son père, il se jugera supérieur à Picasso mais inférieur à Vermeer, Raphaël ou Velasquez,.

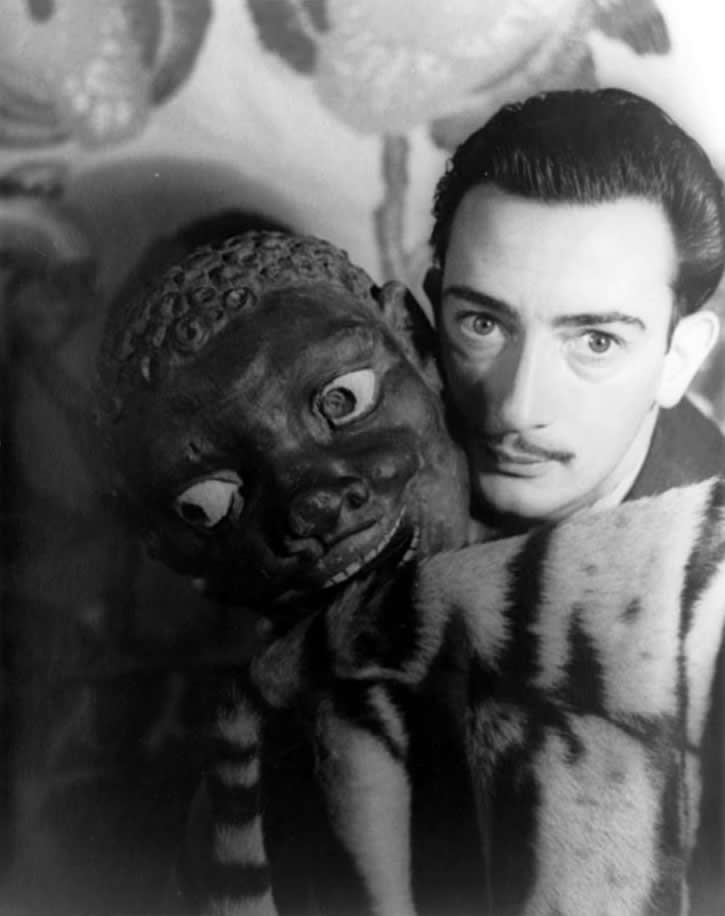
Dalí en novembre 1939, l'artiste fait tableau.

L'utilisation de l'autobiographie comme mode d'exploration de la puissance créatrice de l'inconscient a pu être inspirée à Dalí par la parution en français en 1932 de celle du président Schreber. Celle-ci a été étudiée en 1911 par Freud, célébrité à laquelle il rend visite à Londres en 1938 comme André Breton l'avait fait à Vienne en 1922. Dalí est plus probablement inspiré dans cette démarche par les écrits autobiographiques de Marguerite Anzieu, érotomane qui s'adonnait elle aussi à une correspondance délirante et sur laquelle son ami Lacan fonde sa thèse de psychiatrie légale en 1932. Les textes de la patiente avait été présentés et lus par Lacan au cours de réunions surréalistes.
Cependant Dalí a été précédé dans cette démarche par plusieurs artistes. Pierre Roché, témoin discret de toutes les réunions Dada et surréalistes qui a décidé dès 1903 de faire de sa vie elle-même, plutôt que de son récit, ce que son ami Marcel Duchamp nommera un ready-made, c'est-à-dire un acte par lequel l'artiste prélève quelque chose du quotidien pour en révéler ce qu'il a de surréaliste. André Breton lui-même produit en 1928 Nadja, le récit autobiographique d'un amour au cours duquel la femme aimée sombre dans la folie.
Dalí adopte une démarche double, en pratiquant l'autobiographie comme Breton, et, d'une façon plus proche, mais moins intime, de celle Roché, en se mettant en scène lui-même à de multiples occasions. Le dandy Dalí est en soi une performance artistique, un scandale dont l'autobiographie n'est qu'une mise en valeur.

### Destin métonymique de la méthode (1945-1983)
À partir de My wife, nude, contemplating her own flesh becoming stairs, three vertebrae of a column, sky and architecture jusqu'à La Queue d'aronde, Dalí applique pleinement sa méthode paranoïa critique en peignant l'objet de son obsession du moment, ce de la façon la plus crue à travers d'autres objets qui disent littéralement, sans métaphores, ce qu'est cette obsession.
Par exemple dans ce tableau de 1945, Ma femme nue, il peint l'objet qui l'obsède, le corps nue de sa femme Gala, de façon très réaliste mais dans un décor délirant qui dit comme un rébus ce que cette femme, assez banalement, est pour lui, à savoir, selon ses propres mots, son salut, ce qui le vertèbre, l'élève au-dessus de la chair par son âme, les colonnes d'un temple qui poussent à l'intérieur même de ce corps. Dans ce tableau, l'image du corps de Gala signifie le corps de Gala. L'image de l'élévation de ce qui est à l'intérieur du corps mais qui n'est pas le corps signifie l'élévation de ce qui est à l'intérieur du corps mais qui n'est pas le corps, l'âme.
Ce procédé métonymique a été inventé en même temps que la méthode, en mars 1930, quand, pour exprimer que le temps s'écoule mollement, surtout quand on attend et qu'on a la migraine, Dalí peint, sans jeux de mots, des montres molles. Cette manière littérale et fantastique de dire et donner à voir les choses devient systématique à partir de 1945. Dans ses tableaux, les objets morcelés du monde se structurent en une chaine signifiante, mais qui ne symbolise rien, comme font en revanche les allégories de Delacroix par exemple. L'image peinte ne signifie rien d'autre que ce qu'elle montre.